# Radiestesia

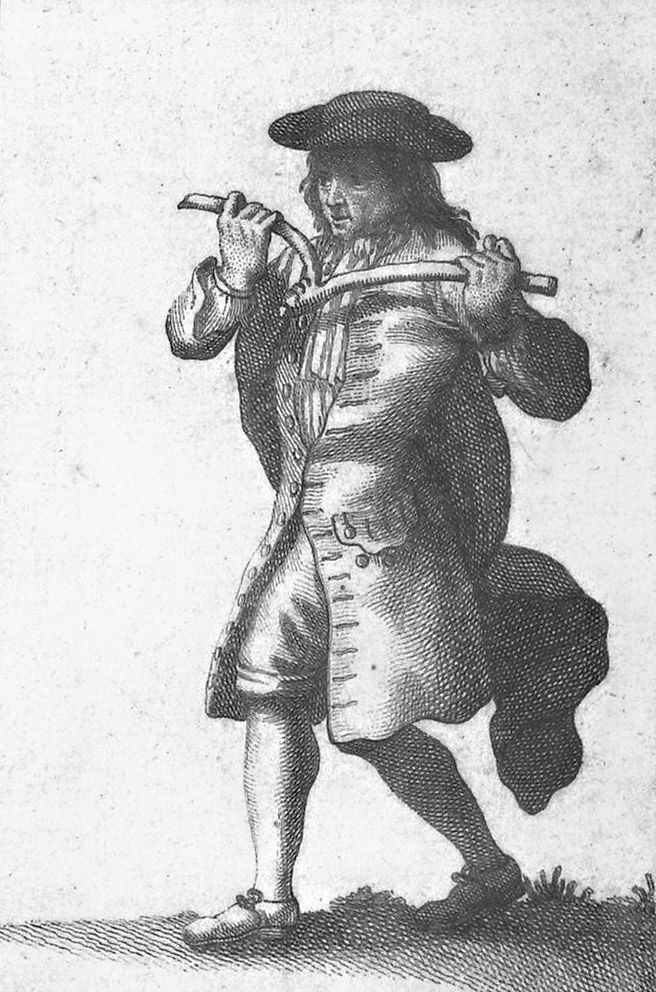
Um rabdomante em seu ofício, imagem de um livro francês sobre superstições. Histoire critique des pratiques superstitieuses (Jean-Frédéric Bernard, 1733–1736).

Radiestesia ou radioestesia é um tipo de adivinhação empregada para tentar encontrar objetos, seres vivos ou elementos da natureza, como água, minérios, pedras preciosas e outros, sem o uso de equipamentos científicos. Geralmente envolve o uso de bastões, galhos em Y ou pêndulos.
A radioestesia é uma pseudociência. Seus defensores alegam possuir a capacidade de captar radiações e energias emitidas pelos objetos e materiais buscados, mas não existe evidência de que exista tal radiação ou que os métodos usados em radiestesia sejam capazes de detectar qualquer coisa, ou de encontrar água com probabilidade maior que ao acaso.

## Etimologia
As palavras radioestesia e radiestesia são neologismos construídos a partir de dois termos: o latino radium, "radiação", e o grego αἴσθησις [aísthesis], "percepção pelos sentidos". No passado usava-se também o termo rabdomancia, formado pelos termos gregos ῥάβδος, "vara" ou "verga", e μαντεία "adivinhação".

## Estudos
Radiestesia é considerada uma pseudociência.
Uma pesquisa foi realizada em Kassel, na Alemanha, sob a direção da Gesellschaft zur Wissenschaftlichen Untersuchung von Parawissenschaften (GWUP) [Sociedade para a Investigação Científica das Paraciências]. O teste de cerca de 30 radiestesistas consistia de canos enterrados a 50 centímetros, por onde água poderia ser controlada e direcionada. Na superfície, a posição de cada cano foi demarcada com uma fita colorida, portanto tudo o que os radiestesistas deveriam fazer era indicar se havia ou não água correndo pelo cano. Todos assinaram um atestado concordando que aquele era um teste justo de suas habilidades e que esperavam 100% de acerto. Os resultados não foram melhores do que aqueles que seriam esperados pelo acaso.
James Randi por muitos anos ofereceu o Desafio Paranormal de Um Milhão de Dólares, em que a Fundação Educacional James Randi oferece um milhão de dólares a quem demonstrar evidências de qualquer efeito paranormal sob condições controladas. Os candidatos realizam testes preliminares (projetados por eles mesmos em concordância com a fundação), e aqueles que passam dos testes preliminares realizam o teste formal para concorrer ao milhão de dólares. Até hoje, das centenas de candidatos que realizaram os testes — incluindo dúzias de radiestesistas realizando testes similares ao descrito acima — nenhum demonstrou qualquer tipo de poder paranormal.

### Outras possíveis explicações
Alega-se que o movimento dos bastões dos radiestesistas é causado pelo efeito ideomotor, que supostamente explicaria essa característica — além de outros supostos mistérios paranormais.
Alega-se também que a aparente taxa de acerto seria causada pelo viés de confirmação — quando lembram-se dos acertos como evidência de funcionamento de uma hipótese, e os erros não são mencionados. Essa é uma tendência natural da mente humana e não necessariamente aplicada de má-fé pelos proponentes.